# Vladan Kujović
Vladan Kujović (Niš, 23 d'agost de 1978) és un futbolista serbi, que ocupa la posició de porter. També disposa de la nacionalitat belga.
Comença la seua carrera al FK Radnički Niš, i el 1997 marxa a l'Eendracht Aalst de la lliga belga, on roman cinc anys. Entre 2002 i 2007 marxa als Països Baixos, per jugar amb el Roda JC. Després d'una breu estada al Llevant UE, hi retorna a Bèlgica per jugar amb el Lierse S.K..